# Berkakit
Berkakit (Russisch: Беркакит) is een nederzetting met stedelijk karakter en de enige plaats in de gelijknamige gorodskoje poselenieje binnen de oeloes Nerjoengrinski in het uiterste zuiden van de Russische autonome republiek Jakoetië. 

## Geografie
Berkakit ligt in het zuidelijke deel van het Hoogland van Aldan in de taigazone van zuidelijk Jakoetië, op de rechteroever van het beekje Maly Berkakit ("Kleine Berkakit", zijrivier van de Tsjoelman, stroomgebied van de Aldan). De plaats ligt op 7 kilometer ten zuidoosten van de stad Nerjoengri en hemelsbreed op 670 kilometer ten zuidzuidoosten van de hoofdstad Jakoetsk.
De plaats heeft een treinstation (Station Berkakit) op de grens van de Kleine BAM met de Spoorlijn Amoer-Jakoetsk (AJaM; 430e kilometer vanaf Skovorodino; 0e kilometer naar Nizjni Bestjach). De Kleine BAM wordt ook wel gezien als zuidelijke tak van de AJaM. De plaats ligt op 2 kilometer van de Lena-snelweg (A360) richting Nizjni Bestjach. 
Berkakit ligt in een gebied met een boreaal klimaat. De gemiddelde jaartemperatuur bedraagt -8°C, variërend van 16°C in juli tot -28°C in december.

## Economie en voorzieningen
De plaats vormt een transportknooppunt aan de spoorlijn. De bevolking werkt in productielocaties bij en ter ondersteuning van het treinstation van Berkakit. 
In Berkakit bevinden zich een cultureel centrum, enkele middelbare scholen en muziekscholen, medische voorzieningen, winkels en andere openbare voorzieningen.

## Geschiedenis
De naam van de plaats komt van het Evenkse woord berkatsji ("zelfverwonding" of "jachtval"), die via het beekje werd overgedragen op de plaats. 
De plaats ontstond vanaf 1975 bij de aanleg van de 'Kleine BAM'; een spoorlijn vanaf station Bamovskaja via Tynda naar Berkakit die onderdeel vormde van de Spoorlijn Baikal-Amoer (BAM), maar tegenwoordig wordt beschouwd als de zuidelijke tak van de Spoorlijn Amoer-Jakoetsk. De bewoners waren en zijn met name spoorwegarbeiders en hun gezinnen. In 1977 kreeg de plaats de status van arbeidersnederzetting (nederzetting met stedelijk karakter). Er werd toen ook een gedenkteken geplaatst voor de spoorwegarbeiders. In 1978 werd de lijn van Tynda naar Berkakit voltooid en in 1984 de lijn van Berkakit naar de steenkoolmijnen van Nerjoengri. In 2014 werd de lijn voltooid tot Nizjni Bestjach, het voorlopige eindpunt van de AJaM.

## Bevolkingsontwikkeling
|                            |
| ■ Volkstelling ■ Schatting |

## Afbeeldingen

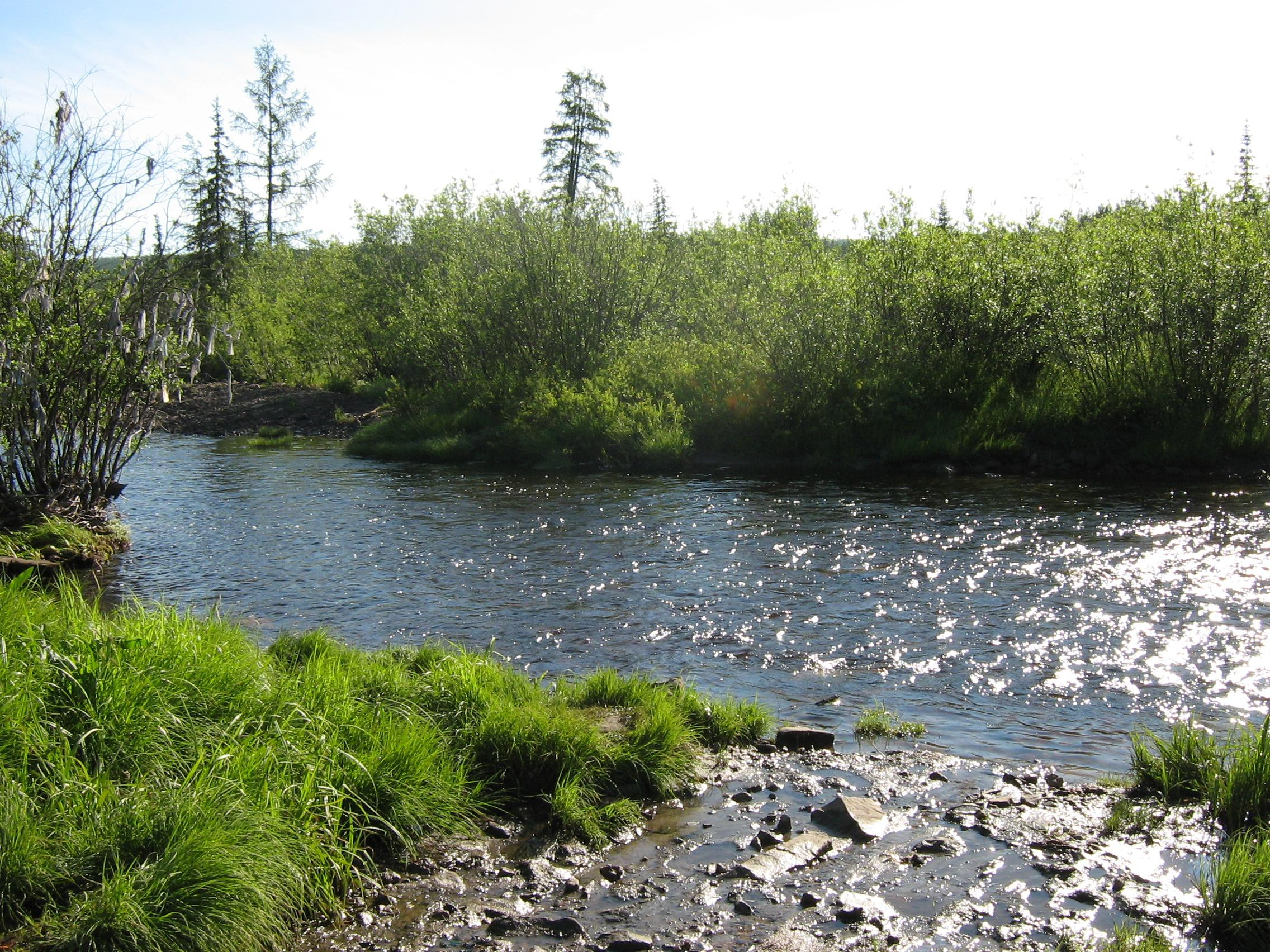
De rivier Maly Berkakit
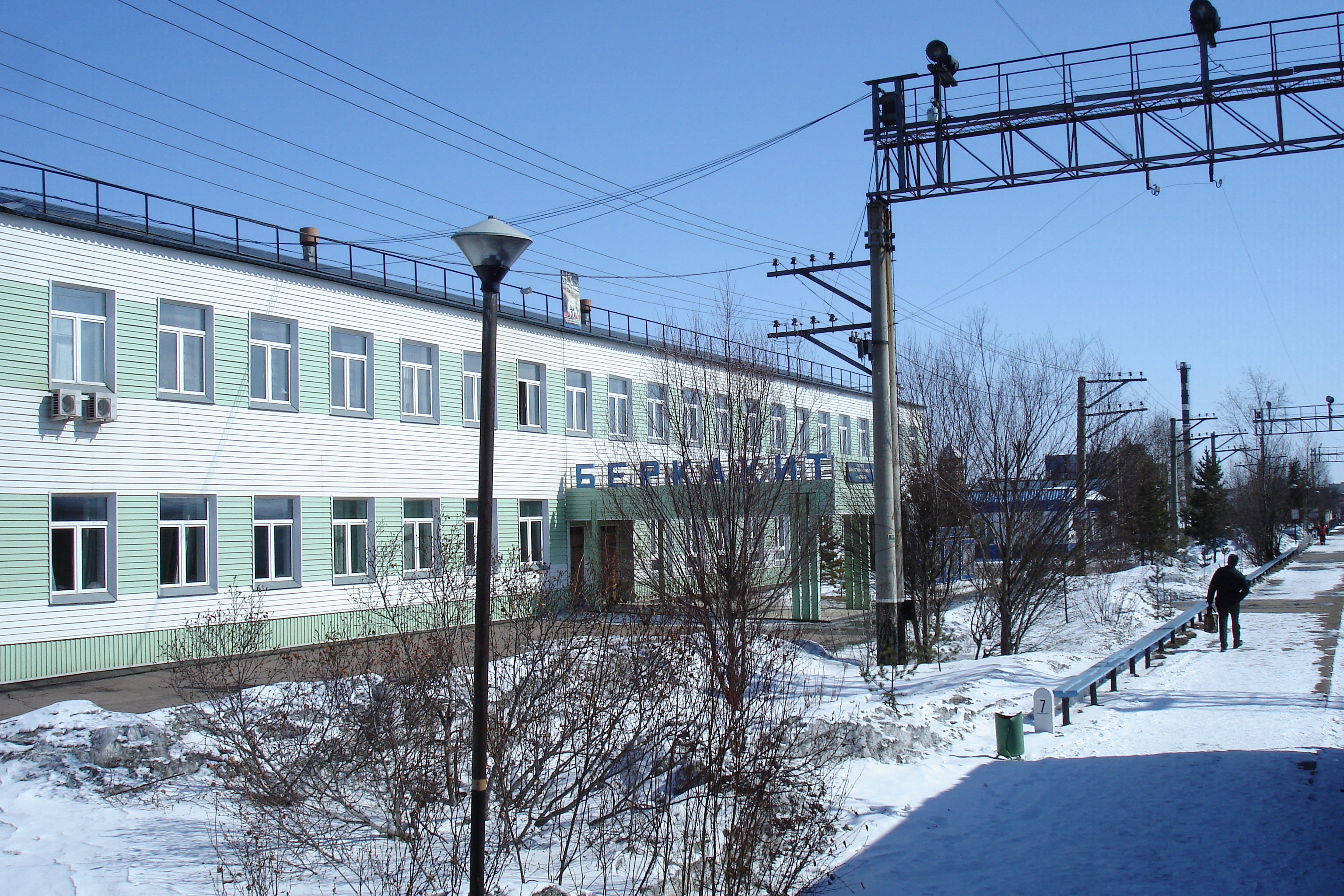
Station Berkakit in de winter
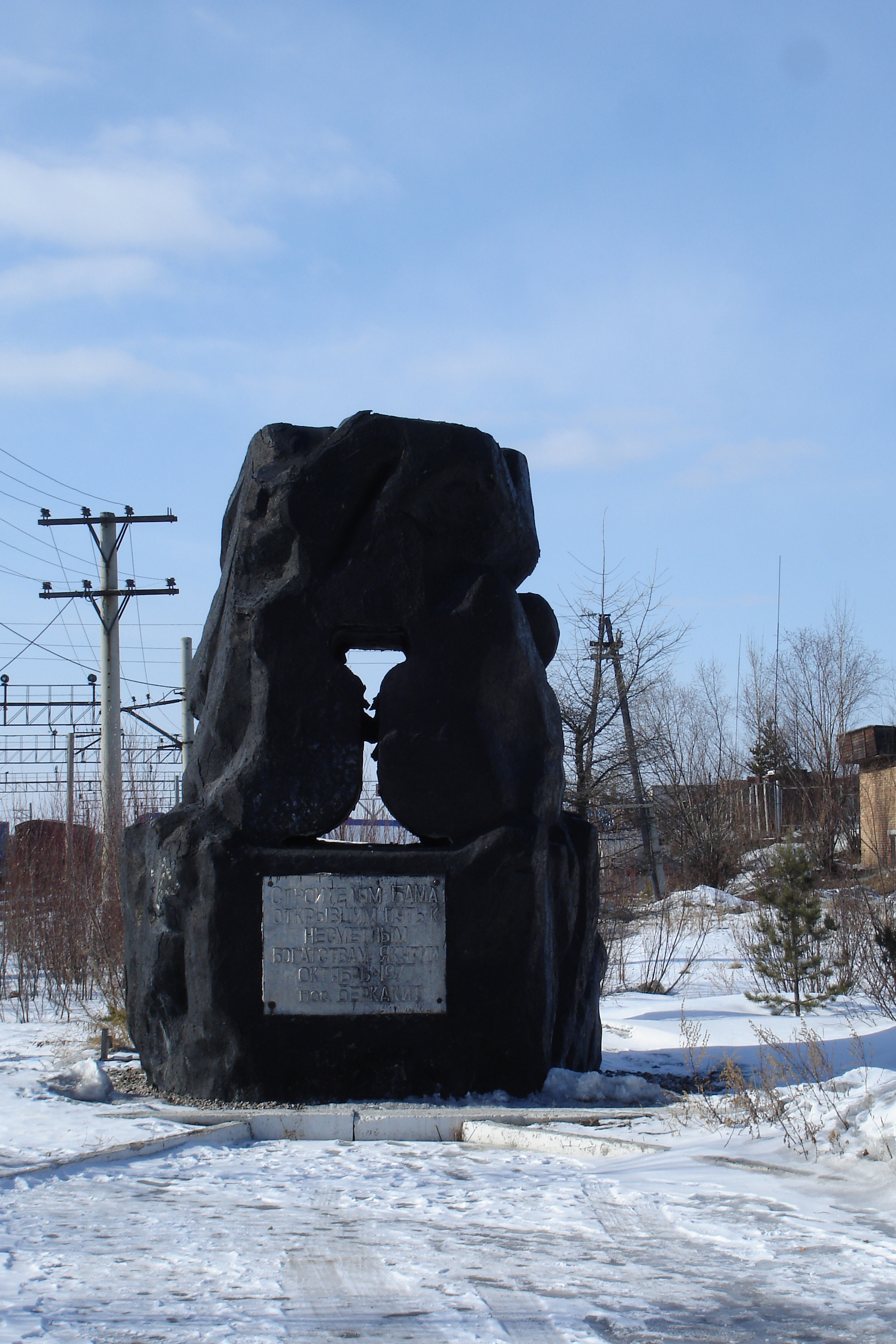
Gedenkteken voor de spoorwegarbeiders